# Mechelsebrug
De Mechelsebrug is een liggerbrug in de N1 over de Ring van Antwerpen in het district Berchem van de stad Antwerpen.
Tramlijn 7 en tramlijn 15 rijden eveneens over de brug.